# Mussig
Ne pas confondre avec Mutzig, commune du canton de Molsheim
Mussig [mysiɡ] est une commune française située dans la circonscription administrative du Bas-Rhin et, depuis le 1er janvier 2021, dans le territoire de la Collectivité européenne d'Alsace, en région Grand Est.
Cette commune se trouve dans la région historique et culturelle d'Alsace.

## Géographie

### Localisation
Mussig fait partie du canton de Marckolsheim et de l'arrondissement de Sélestat-Erstein et a une superficie de 1 173 ha.

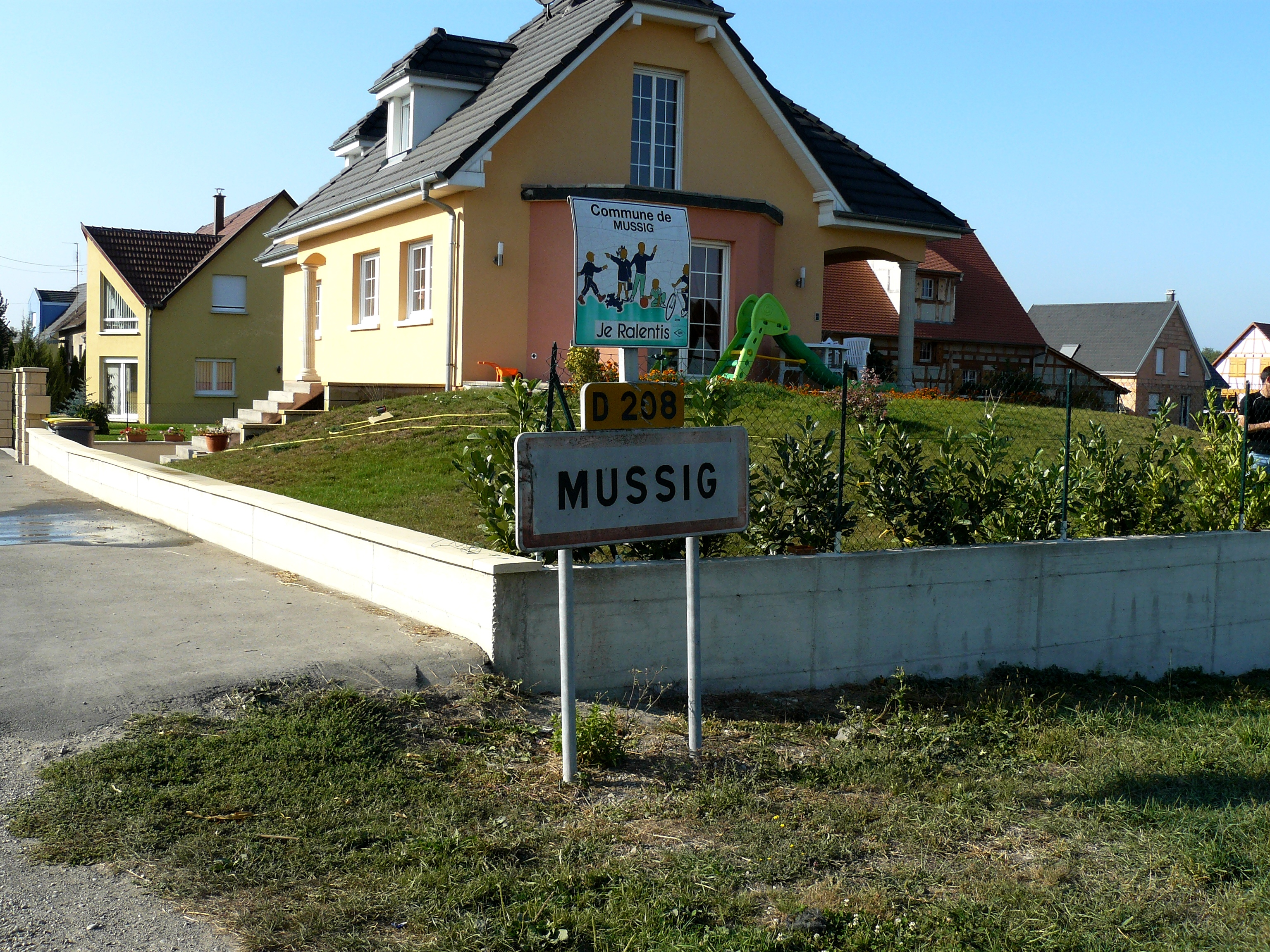
Entrée du village de Mussig.

### Communes limitrophes
|          |             | Baldenheim |
| Sélestat | Mussig      |            |
|          | Heidolsheim | Hessenheim |

### Hydrographie

#### Réseau hydrographique
La commune est dans le bassin versant du Rhin au sein du bassin Rhin-Meuse. Elle est drainée par le ruisseau le Hanfgraben, le ruisseau le Schiedgraben et,.

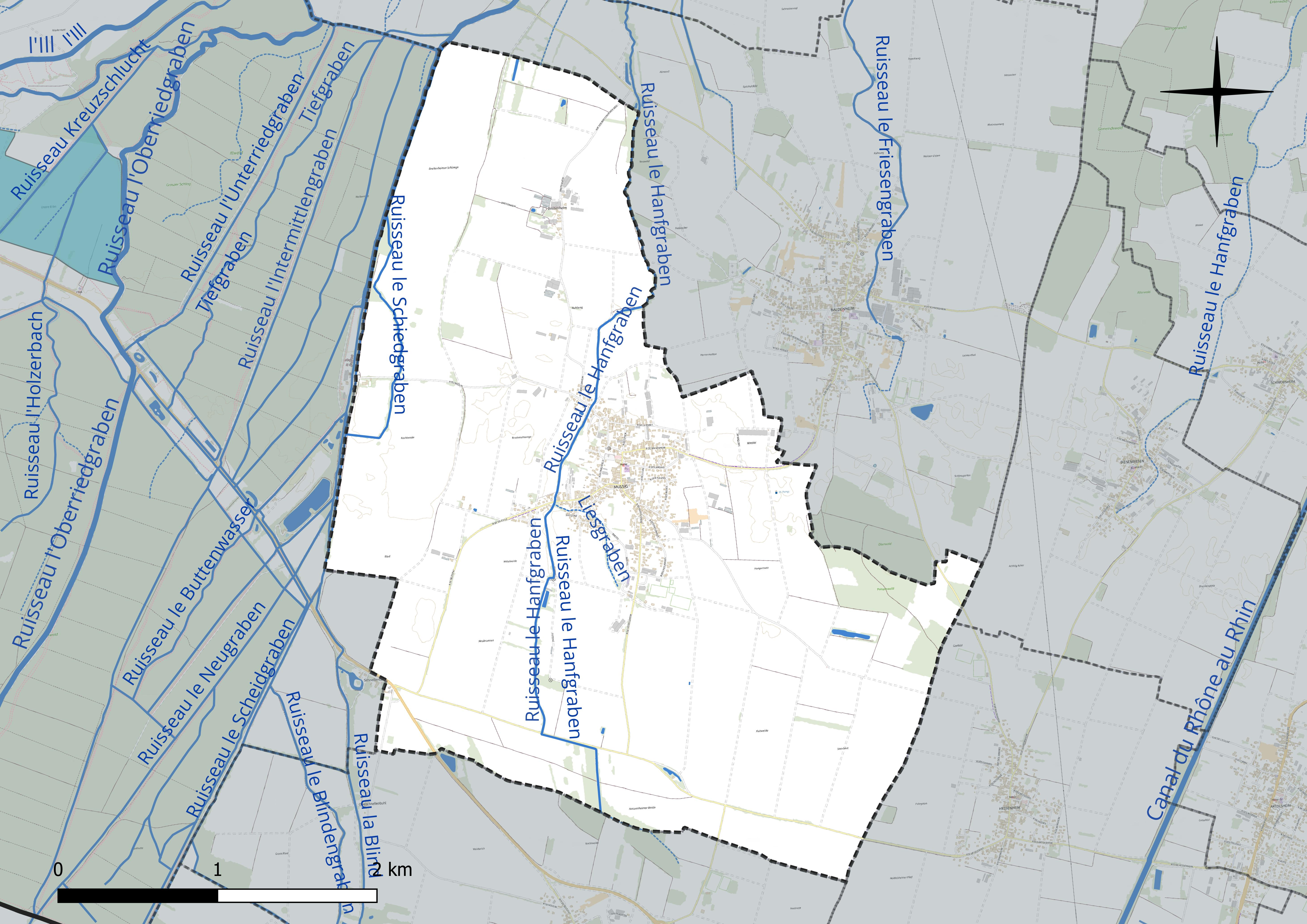
Réseau hydrographique de Mussig.

#### Gestion et qualité des eaux
Le territoire communal est couvert par le schéma d'aménagement et de gestion des eaux (SAGE) « Ill Nappe Rhin ». Ce document de planification concerne la nappe phréatique rhénane, les cours d'eau de la plaine d'Alsace et du piémont oriental du Sundgau, les canaux situés entre l'Ill et le Rhin et les zones humides de la plaine d'Alsace. Le périmètre s’étend sur 3 596 km2. Il a été approuvé le 17 janvier 2005. La structure porteuse de l'élaboration et de la mise en œuvre est la région Grand Est. 
La qualité des cours d’eau peut être consultée sur un site dédié géré par les agences de l’eau et l’Agence française pour la biodiversité.

#### Risques d'inondation
La vallée de l'Ill comme l'ensemble du département a connu plusieurs inondations importantes. On peut citer au 20e siècle, les crues de 1910, 1919, 1947, 1955, 1983 et 1990 notamment qui ont causé de nombreux dégâts (destructions de ponts, inondations de zones industrielles et d’ agglomérations). Les inondations de l'Ill ont lieu essentiellement en période hivernale et printanière à la suite de pluies abondantes parfois associées à la fonte du manteau neigeux. Les crues de 1983 et de 1990 ont présenté une période de retour entre 20 et 50 ans. Afin d'anticiper et de gérer une éventuelle inondation, un Plan de prévention des risques d'inondation de l'lll  a été approuvé par arrêté préfectoral le 30 janvier 2020. 
27 % de la superficie du ban communal sont concernés par le risque inondation. Le nord et l'ouest du territoire communal présentent surtout un caractère naturel et agricole destiné à l’expansion des crues. Les habitations du quartier de Breitenheim sont situées en dehors des zones inondables. Seuls quelques bâtiments agricoles sont en aléas faible ou moyen. Une bande de sécurité arrière-digue a été définie à l'ouest de Breitenheim. Celle-ci ne concerne aucune zone urbanisé.

### Climat
Pour des articles plus généraux, voir Climat du Grand Est et Climat du Bas-Rhin.
En 2010, le climat de la commune est de type climat océanique altéré, selon une étude du Centre national de la recherche scientifique s'appuyant sur une série de données couvrant la période 1971-2000. En 2020, Météo-France publie une typologie des climats de la France métropolitaine dans laquelle la commune est exposée à un climat semi-continental et est dans la région climatique  Alsace, caractérisée par une pluviométrie faible, particulièrement en automne et en hiver, un été chaud et bien ensoleillé, une humidité de l’air basse au printemps et en été, des vents faibles et des brouillards fréquents en automne (25 à 30 jours). 
Pour la période 1971-2000, la température annuelle moyenne est de 10,5 °C, avec une amplitude thermique annuelle de 17,8 °C. Le cumul annuel moyen de précipitations est de 546 mm, avec 7,5 jours de précipitations en janvier et 9,1 jours en juillet. Pour la période 1991-2020, la température moyenne annuelle observée sur la station météorologique de Météo-France la plus proche, « Sélestat Sa », sur la commune de Sélestat à 6 km à vol d'oiseau, est de 11,4 °C et le cumul annuel moyen de précipitations est de 621,1 mm. 
La température maximale relevée sur cette station est de 39,3 °C, atteinte le 13 août 2003 ; la température minimale est de −17 °C, atteinte le 20 décembre 2009,,. 
Les paramètres climatiques de la commune ont été estimés pour le milieu du siècle (2041-2070) selon différents scénarios d'émission de gaz à effet de serre à partir des nouvelles projections climatiques de référence DRIAS-2020. Ils sont consultables sur un site dédié publié par Météo-France en novembre 2022.

## Urbanisme

### Typologie
Au 1er janvier 2024, Mussig est catégorisée bourg rural, selon la nouvelle grille communale de densité à sept niveaux définie par l'Insee en 2022.
Elle est située hors unité urbaine. Par ailleurs la commune fait partie de l'aire d'attraction de Sélestat, dont elle est une commune de la couronne,. Cette aire, qui regroupe 37 communes, est catégorisée dans les aires de 50 000 à moins de 200 000 habitants,.

### Occupation des sols
L'occupation des sols de la commune, telle qu'elle ressort de la base de données européenne d’occupation biophysique des sols Corine Land Cover (CLC), est marquée par l'importance des territoires agricoles (90,7 % en 2018), une proportion sensiblement équivalente à celle de 1990 (90,8 %). La répartition détaillée en 2018 est la suivante : terres arables (74,2 %), zones agricoles hétérogènes (16,4 %), zones urbanisées (6,5 %), forêts (2,9 %). L'évolution de l’occupation des sols de la commune et de ses infrastructures peut être observée sur les différentes représentations cartographiques du territoire : la carte de Cassini (XVIIIe siècle), la carte d'état-major (1820-1866) et les cartes ou photos aériennes de l'IGN pour la période actuelle (1950 à aujourd'hui).

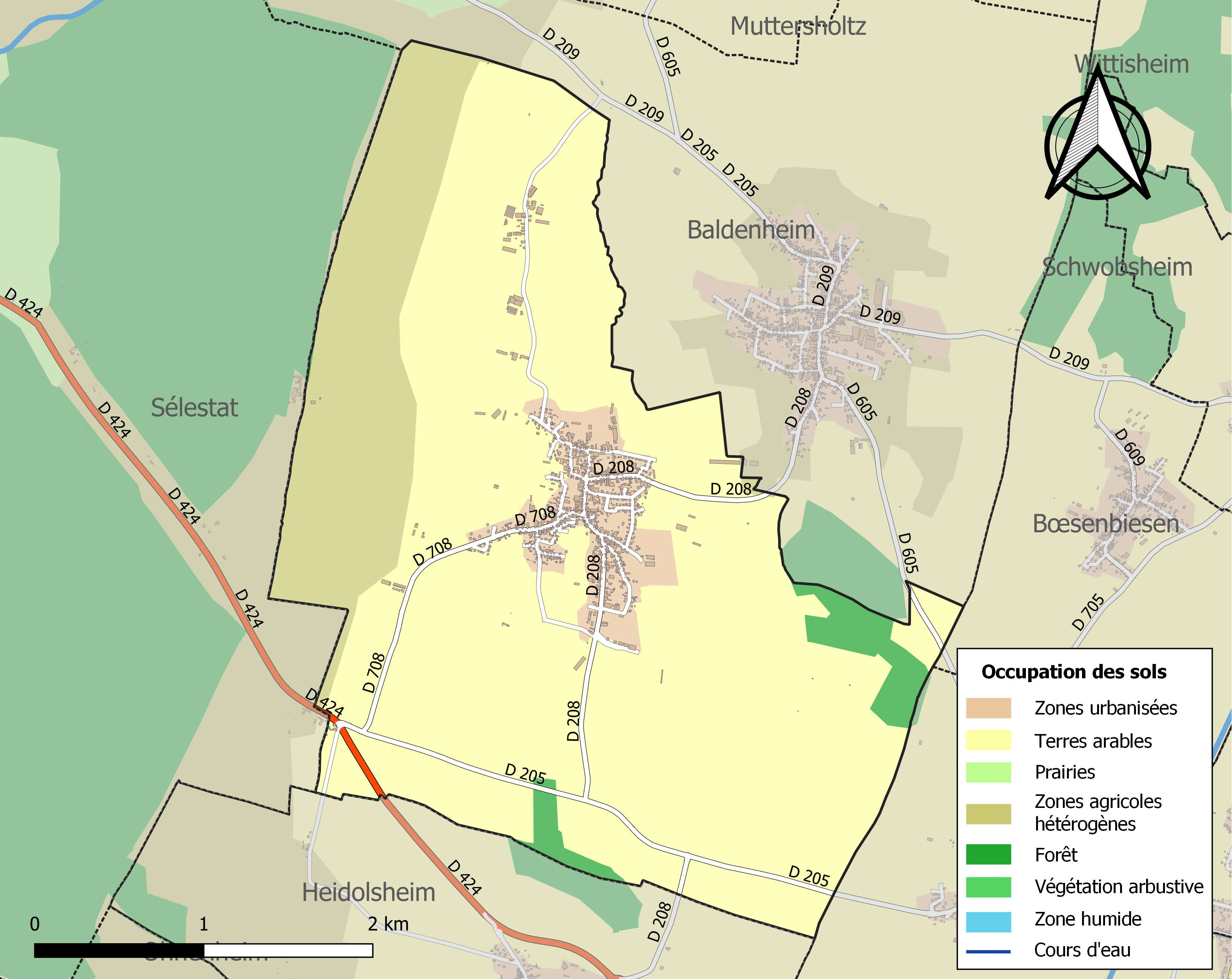
Carte des infrastructures et de l'occupation des sols de la commune en 2018 (CLC).

## Toponymie
Les noms successifs connus portés par le village ont été Moussich, Mosich (1370) puis Musich (1453) avant de devenir Mussig. L’origine étymologique est probablement à rechercher dans l’existence de zones humides et marécageuses propices à la formation de mousses. D’ailleurs jusqu’au XIXe siècle se pratiquait couramment la culture du lin et du chanvre, tissés à domicile ou livrés aux tisserands de la vallée de Sainte-Marie-aux-Mines, ceci encore au début du XXe siècle.

## Histoire

### Un village remontant à la haute antiquité
Situé entre Marckolsheim et Sélestat, il faut remonter à l’époque lointaine où les Celtes ont occupé la contrée pour situer dans le temps les origines du village, un demi-millénaire avant Jésus-Christ : témoins le nombre impressionnant (une trentaine) de tertres funéraires (les tumulus) légués par les ancêtres au nord-ouest du village, sur les prés bordant la forêt de l’Ill. La présence gallo-romaine et romaine est également attestée par le passage du Heidenstressel reliant Bâle à Strasbourg, à l’est du territoire et à la découverte d’un bas-relief, de tuiles romaines et de pièces de monnaie à l’effigie des empereurs romains Antonin et Constantin (IIIe siècle).

### Plusieurs propriétaires
L’annexe Breitenheim, déjà mentionnée en l’an 881, a existé comme paroisse et village jusqu’au XIVe siècle. Le village a appartenu successivement aux seigneurs de l’Ortenbourg jusqu’en 1257, à la maison des Habsbourg avant d’être cédé de 1381 à 1480 aux Rathsamhausen, puis aux comtes de Morimont et enfin aux seigneurs de Ribeaupierre de 1613 à la Révolution.

### Les débuts de l'industrie
En 2010, Mussig compte plus de 1 100 habitants. Le cinquième est actif dans l’agriculture, environ le tiers dans les services et près de la moitié dans l’industrie, l’artisanat et le bâtiment. Sur place, seuls quelques commerces et entreprises artisanales ou de bâtiment occupent une faible partie de la population. Le reste se déplace vers Sélestat, la zone industrielle de Biesheim ou vers l’Allemagne.
Mussig est connue pour sa fête du Céleri, qui a lieu tous les deux ans à la fin du mois d'août.

## Politique et administration

### Liste des maires
| Période                                  | Période  | Identité            | Étiquette | Qualité |
| ---------------------------------------- | -------- | ------------------- | --------- | ------- |
| Les données manquantes sont à compléter. |          |                     |           |         |
| avant 1981                               | ?        | Norbert Reppel      |           |         |
| mars 2001                                | mai 2020 | Jean-Claude Hilbert |           |         |
| mai 2020                                 | En cours | Philippe Wotling    |           |         |

## Population et société

### Démographie
L'évolution du nombre d'habitants est connue à travers les recensements de la population effectués dans la commune depuis 1793. Pour les communes de moins de 10 000 habitants, une enquête de recensement portant sur toute la population est réalisée tous les cinq ans, les populations de référence des années intermédiaires étant quant à elles estimées par interpolation ou extrapolation. Pour la commune, le premier recensement exhaustif entrant dans le cadre du nouveau dispositif a été réalisé en 2006.

En 2022, la commune comptait 1 124 habitants, en évolution de −1,66 % par rapport à 2016 (Bas-Rhin : +3,17 %, France hors Mayotte : +2,11 %).
| 1793 | 1800 | 1806 | 1821 | 1831 | 1836 | 1841 | 1846 | 1851 |
| ---- | ---- | ---- | ---- | ---- | ---- | ---- | ---- | ---- |
| 445  | 316  | 502  | 605  | 674  | 755  | 756  | 765  | 785  |

| 1856 | 1861 | 1866 | 1871 | 1875 | 1880 | 1885 | 1890 | 1895 |
| ---- | ---- | ---- | ---- | ---- | ---- | ---- | ---- | ---- |
| 795  | 840  | 894  | 918  | 819  | 807  | 831  | 854  | 888  |

| 1900 | 1905 | 1910 | 1921 | 1926 | 1931 | 1936 | 1946 | 1954 |
| ---- | ---- | ---- | ---- | ---- | ---- | ---- | ---- | ---- |
| 934  | 984  | 976  | 883  | 872  | 882  | 876  | 790  | 805  |

| 1962 | 1968 | 1975 | 1982 | 1990  | 1999  | 2006  | 2011  | 2016  |
| ---- | ---- | ---- | ---- | ----- | ----- | ----- | ----- | ----- |
| 832  | 840  | 882  | 937  | 1 014 | 1 084 | 1 088 | 1 149 | 1 143 |

| 2021  | 2022  | - | - | - | - | - | - | - |
| ----- | ----- | - | - | - | - | - | - | - |
| 1 139 | 1 124 | - | - | - | - | - | - | - |

## Culture locale et patrimoine

### Lieux et monuments

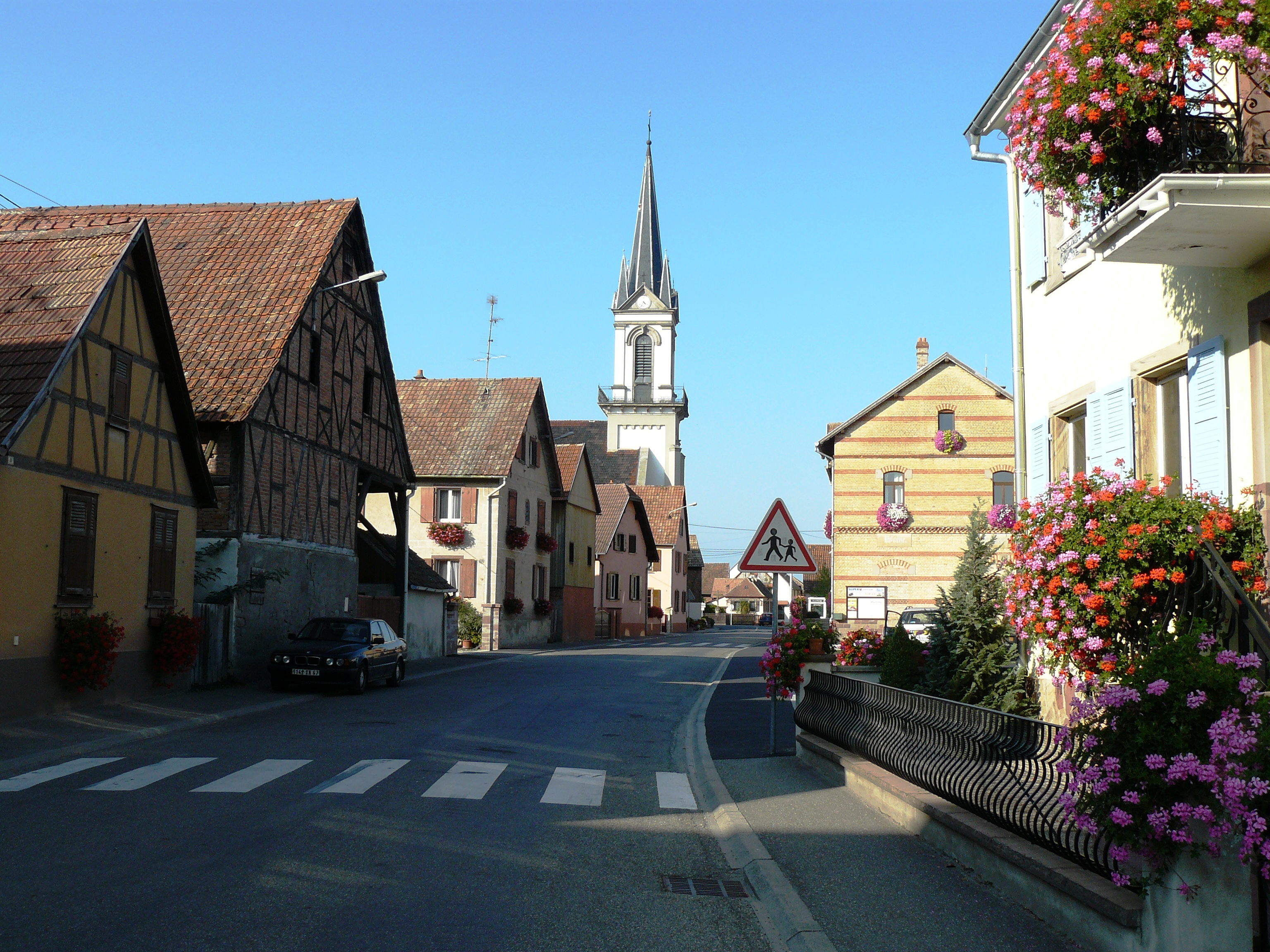
La rue principale du village et l'église catholique Saint-Oswald.

#### Église catholique Saint-Oswald
L'église catholique de Mussig est citée dès 1371. L'ancienne église est ravagée par un incendie en 1891 puis est remplacé par l'église en grès actuelle.

#### Tombes de soldats du Commonwealth

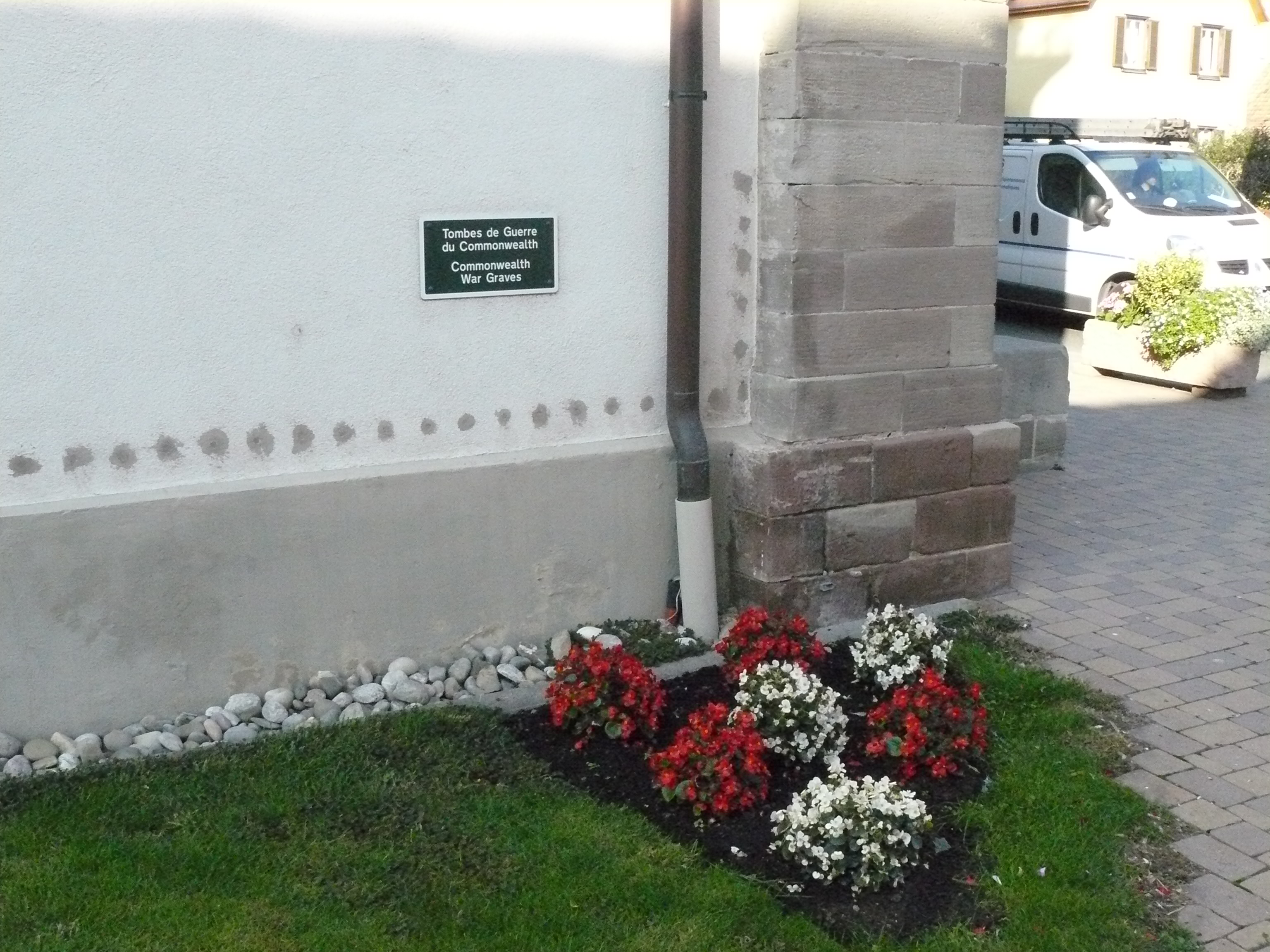
Tombes de guerre de soldats du Commonwealth tombés en Alsace.

À côté de l'église catholique se trouve une tombe renfermant les restes de soldats du Commonwealth ayant trouvé la mort dans la région du Grand Ried. Ce genre de tombes existe également dans d'autres villages du Ried alsacien.

#### Lestumuli
- La nécropole de tumulus protohistorique est classée monument historique depuis le 3 mars 1989[23],[24]. Datant du premier âge du fer, cinq tumulis ont été fouillés sur les 37 recensés. Ils se trouvent de part et d'autre du chemin menant de Mussig au Moulin Stoll, entre la digue de l'Ill et un mince filet d'eau bordé d'aulnes, le Brücklisgraben, à la limite du Ried de Sélestat. Ils ont une forme circulaire dont la hauteur varie entre 0,30m et 1,80m et le diamètre entre 10 et 30m.

### Personnalités liées à la commune
Louis Le Bastard (Lignol 1906 - l'Illwald 1945), Compagnon de la Libération, lieutenant du Bataillon de Marche n°5, Mort pour la France le 23 janvier 1945,.

### Héraldique
| Blason de Mussig | Blason  | D'argent à l'échelle de trois échelons de gueules posée en pal surmontée de deux étoiles d'azur. |
| Blason de Mussig | Détails |                                                                                                  |